# Higuera de Vargas
Higuera de Vargas – gmina w Hiszpanii, w prowincji Badajoz, w Estramadurze, o powierzchni 67,59 km². W 2011 roku gmina liczyła 2083 mieszkańców.